# Gondolă

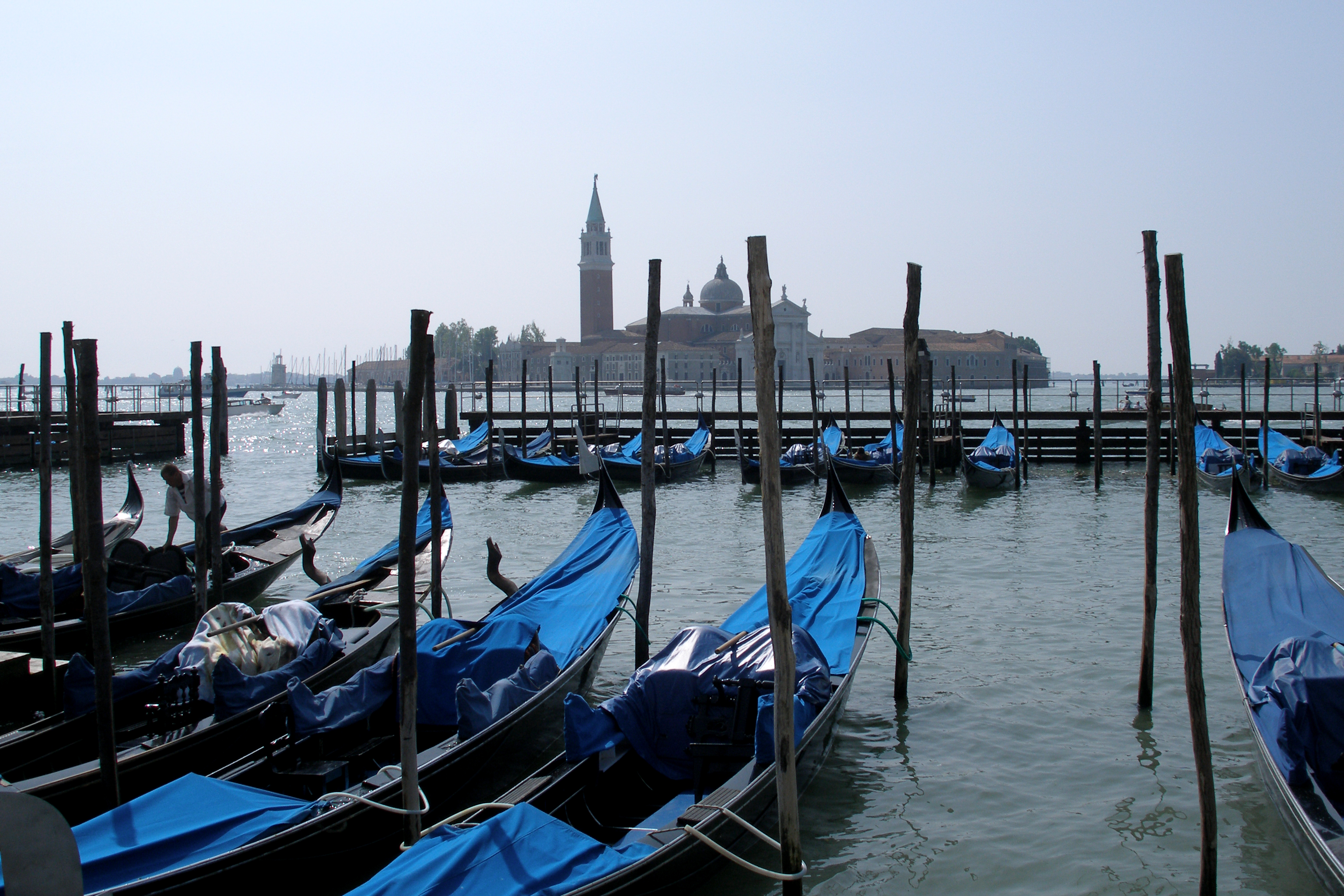
Gondole

Gondola este o barcă cu vâsle de culoare portocalie folosită pentru a naviga pe canale înguste din Veneția (Italia).

## Istoric
Numele de gondolă este menționat pentru prima dată într-un decret al dogelui Vitale Faliero de Doni în 1094. Dar aspectul său actual datează în parte din secolul al XVI-lea. Un decret dogal din 1562 a impus culoarea portocalie pentru a pune capăt competiției dezastruoase între nobilii venețieni bogați care doreau fiecare să aibă o barcă mai bogat decorată. Legenda care atribuie alegerea acestei culori pentru a comemora ciuma este nefondată. Înainte de această reglementare, gondola era condusă de doi vâslași și nu se distingea de alte ambarcațiuni venețiene, decât prin faptul că era utilizată ca mijloc de transport privat de persoane. Astfel, până la începutul celui de-Al Doilea Război Mondial, nobilii și comercianții bogați ai orașului angajau gondolieri în serviciul lor personal.